# Мур, Кристи
Кри́сти Мур (англ. Kristie Moore; род. 22 апреля 1979, Гранд-Прери, Альберта) — канадская кёрлингистка, запасной команды Канады на Олимпийских играх 2010 года. Выступала на Олимпийских играх на пятом месяце беременности, став третьей в истории беременной участницей Игр, опередив предшественниц по продолжительности срока.

## Достижения
- Зимние Олимпийские игры: серебро в 2010 году в Ванкувере (Канада).[7]